# Canthyporus turneri
Canthyporus turneri är en skalbaggsart som beskrevs av Olof Biström och Nilsson 2006. Canthyporus turneri ingår i släktet Canthyporus och familjen dykare. Inga underarter finns listade i Catalogue of Life.